# アエロエクスプレス
アエロエクスプレス（ロシア語: ООО «Аэроэкспресс»）とは、ロシア連邦において空港連絡鉄道を運営する会社である。2005年に設立され、出資比率はロシア鉄道が50%、ASトランスグループが25%、イスカンダル・マフムドフ氏が17.5%、アンドレイ・ボカレフ氏が7.5%である。一時期はカザン、ソチ、ウラジオストクの空港連絡鉄道も運営していたが、現在はモスクワの3空港（シェレメーチエヴォ、ドモジェドヴォ、ヴヌーコヴォ）との空港連絡鉄道のみを運営している。2012年の年間利用者数は1740万人であった。

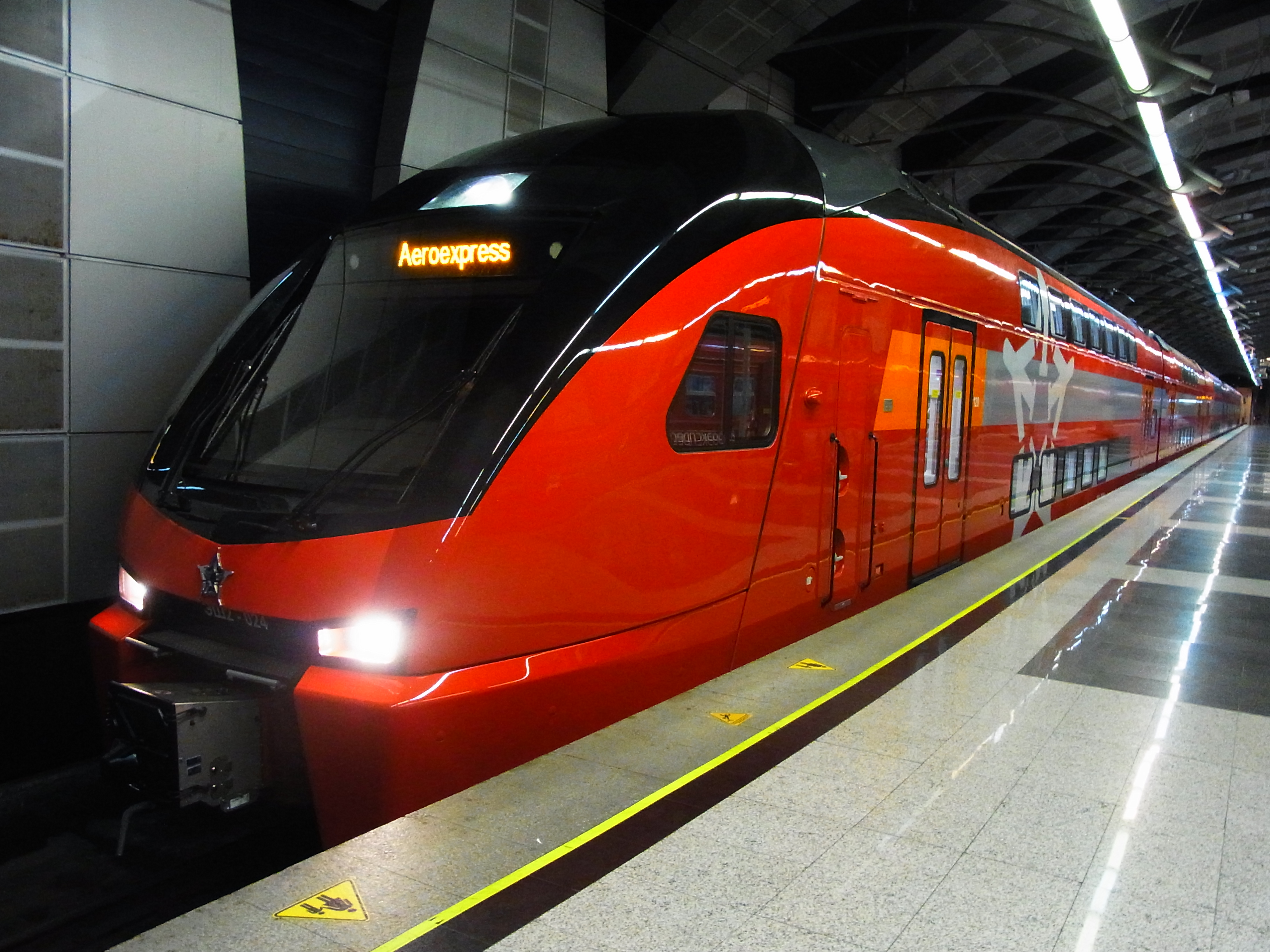
ESH2 ヴヌーコヴォ空港駅

## 路線

### モスクワ

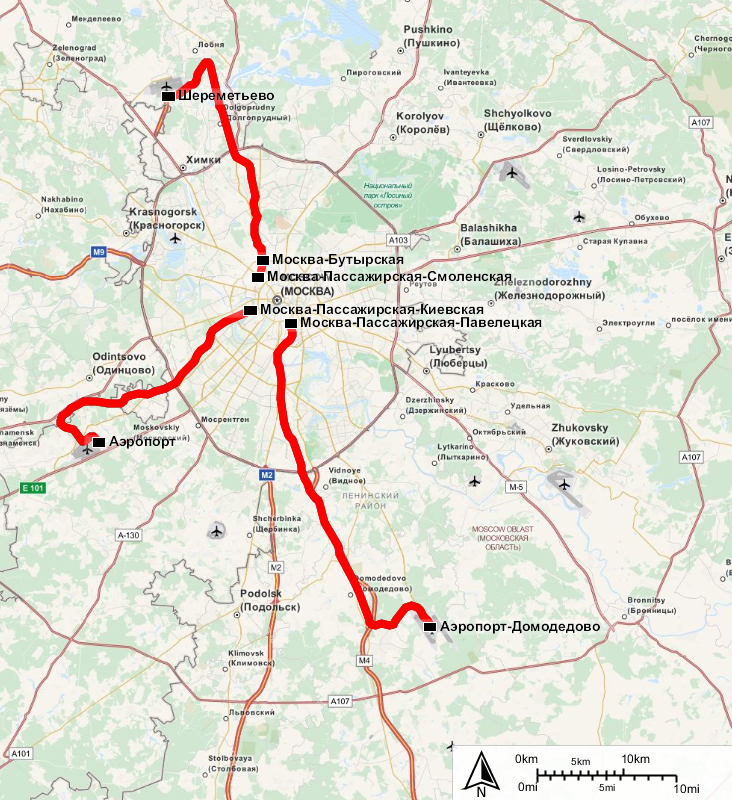
路線図（モスクワ）

- ドモジェドヴォ空港：パヴェレツキー駅発着（2002年運行開始）、所要時間は約45分である。
- ヴヌーコヴォ国際空港：キエフスキー駅発着（2004年運行開始）
- シェレメーチエヴォ国際空港：ベラルースキー駅発着（2009年運行開始）

### カザン

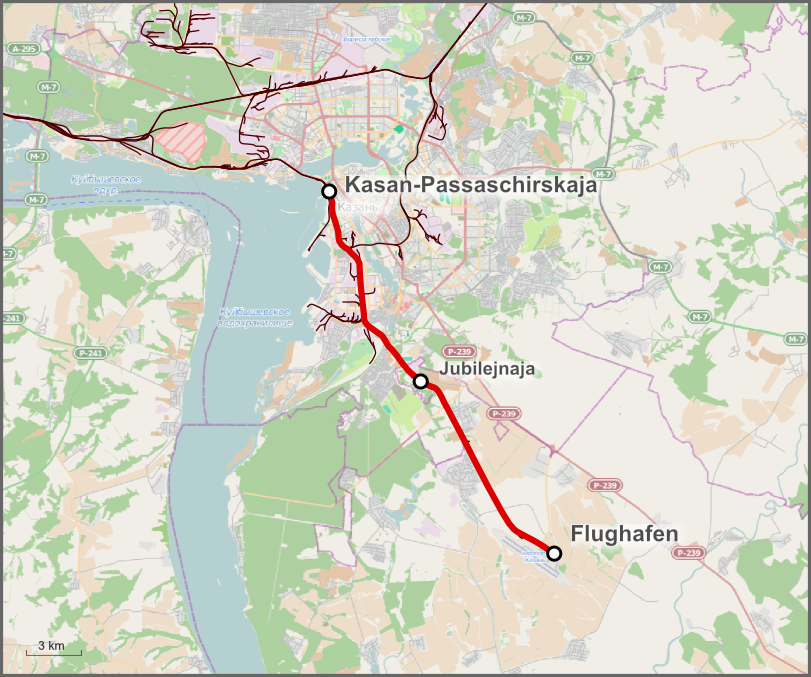
路線図（カザン）

2013年5月22日にカザン旅客駅 - カザン国際空港間にて運行が開始された。所要時間は約20分である。2015年2月に経営がソドルジェストヴォ社（Содружество）に移管された。

### ソチ

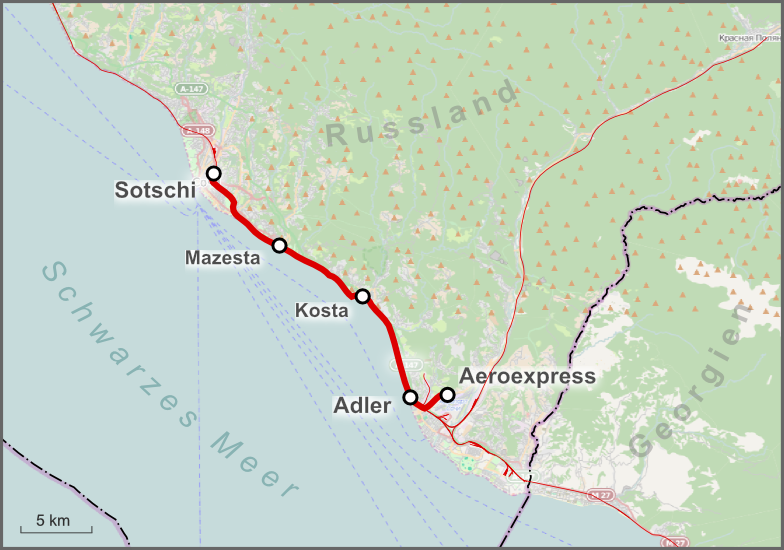
路線図（ソチ）

2012年2月15日にソチ駅 - アドレル駅 - ソチ国際空港間にて運行が開始された。2015年に経営がロシア鉄道に移管された。

### ウラジオストク

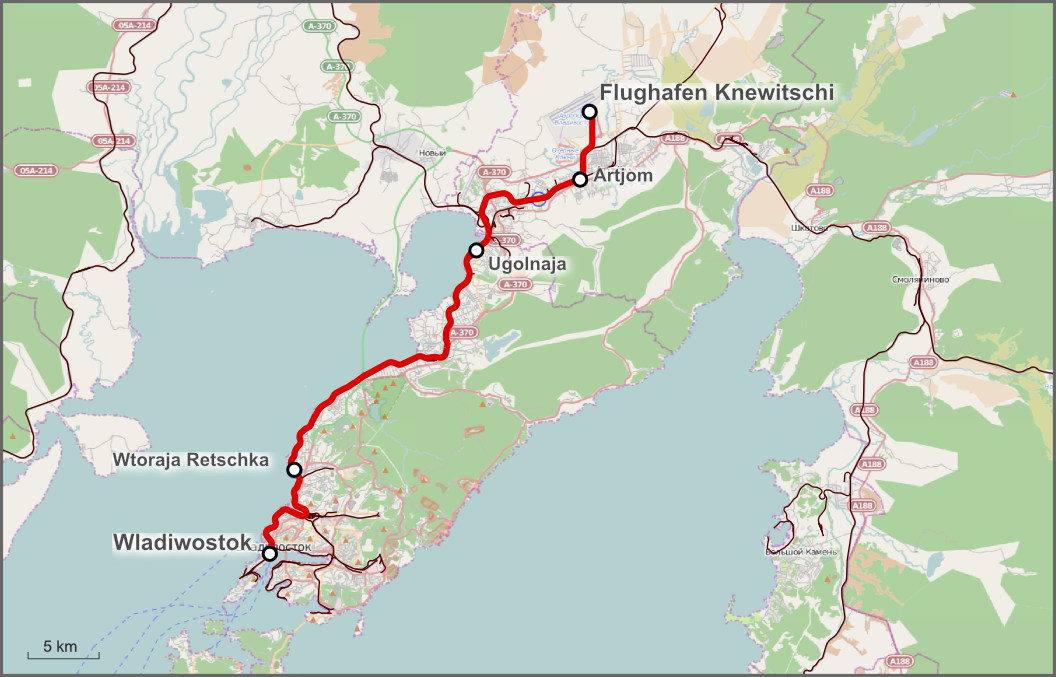
路線図（ウラジオストク）

2012年7月20日にウラジオストク駅 - クネヴィッチ駅間で運行が開始された。途中の停車駅はフタラヤ・レーチカ駅、ウゴリナヤ駅、アルチョーム駅の3駅である。約2時間おきに1日5往復運行されており、所要時間は54分である。2015年1月に経営がエクスプレス・プリモリヤ社（Экспресс Приморья）に移管された。